# 加藤素毛
加藤 素毛（かとう そもう、1825年（文政8年）- 1879年（明治12年）5月12日））は、江戸時代後期から明治時代初期の俳人である。
名は雅英。幼名は藤平（後に十郎）、号は素毛、周海、米行子、霊之庵、君林舎。
江戸幕府の万延元年遣米使節随行員の一人である。

## 経歴
飛騨国益田郡下原郷下原町村（現・岐阜県下呂市）の名主、加藤三郎右衛門の次男として生まれる。高山で飛騨郡代の公用人となる。当時の郡代であった小野高福から漢学、地役人山崎弘泰（田中大秀の門弟）から国学、山崎弓雄（山崎弘泰の子）から和歌を学ぶ。また小野高福の子である山岡鉄舟とも交流する。
嘉永5年（1852年）に公用人を辞し、関西、九州へ吟行の旅に向かう。途中の長崎で約3カ月滞在。異国の様々なものに触れることとなる。また、春徳寺の鉄翁祖門から南画を学ぶ。安政元年（1854年）に下原郷に戻り、紀行を関西日記としてまとめる。
安政6年（1859年）に江戸に移る。幕府御用達伊勢屋の主の岡田平作と、素毛の親戚に当たる、中切村の直井勘右衛門の間に取引関係があったことから、伊勢屋の手代となる。また、山岡鉄舟との親交を深める。翌年の安政7年（1860年）に賄い方として遣米使節の一員して出発。道中での生活や風俗などを記録する一方、現地で多くの俳句を詠んでいる。
遣米使節での体験談は「周海日記」「亜行航海日記」や俳句、和歌、漢詩で残されている。帰国後は各地でこの体験談を語っている。尾張藩では重臣大道寺玄蕃、医師伊藤圭介に体験談を語っているが、その場にいた大道寺玄蕃の家臣水野正信によって亜行航海日記は写され、「二夜語」として残されている。
明治になると長崎、京都などに吟遊の旅に出かけている。1879年（明治12年）5月12日死去。

## 主な著作物
- 亜行航海日記　（万延元年）
- 伊勢廻吟詠集　（明治2年）
- 月之笠　（明治7年）
- 倭歌の風　（明治9年）
- 接眉録　（明治9年）

## その他
- 素毛がアメリカから持ち帰ったものは、国旗、新聞、トランプ、ジェームズ・ブキャナン大統領肖像、ストーブ、バケツ、地球儀などがある。
- 遺品は「加藤素毛の遺品」として岐阜県有形民俗文化財に指定されている。
- 生家の跡地は加藤素毛記念館（霊芝庵）となっており、航海日記やスケッチが収蔵されている。また、下呂ふるさと歴史記念館に資料展示がされている。
- 下呂市では、2018年度から加藤素毛を伝承する事業を行っている。